# Бенгтцинг, Линда
Линда Биргитта Бенгтцинг (род. 13 марта 1974, Гуллспонг, Швеция) — шведская поп- певица, известная участием в четвёртом сезоне Фабрики славы в Швеции и записями на Melodifestivalen 2005, 2006, 2008, 2011, 2014, 2016 ,2020 и 2022.

## Биография
Бенгтцинг родилась 13 марта 1974 года и выросла в Гуллспонге, маленькой деревушке в Вестра-Гёталанд на западе Швеции. Она выпустила два сингла в 1987 и 1989 годах, однако исчезла из музыкальной индустрии на пятнадцать лет.
В 2004 году приняла участие в четвёртом и последнем сезоне Fame Factory, но участвовала в программе одновременно с отбором её песни «Alla flickor» для участия в Melodifestivalen 2005. Её песня удивила всех, и она приняла участие в финале Melodifestivalen, набрав достаточное количество голосов в раунде «Андра Чансен» («Второй шанс»). Она заняла последнее место, набрав 15 баллов жюри, но получив 0 баллов по результатам телеголосования шведской публики. Сингл достиг 8 места в шведских чартах, а через несколько месяцев песня «Diamanter», очень похожая на «Alla flickor», достигла 32 места.
Год спустя она снова появилась в «Мелодифестивалене». Её песня «Jag ljuger så bra», изначально написанная для Джессики Андерссон, заняла первое место в первом заезде и, следовательно, вышла в финал. Песня Линды заняла седьмое место из 10 в финале Стокгольмского Globen. Cингл занял 2 место в шведских чартах.
За несколько дней до финала Melodifestivalen 2006 она выпустила свой первый альбом Ingenting att förlora, а несколько месяцев спустя второй сингл с альбома «Kan du se» дебютировал на 7 месте, хотя и не попал в чарты на следующей неделе.
В 2007 году она выпустила новый сингл «Värsta schlagern», пародию на традиционные записи Melodifestivalen. По слухам, эта песня была включена в Melodifestivalen 2007, но не была выбрана в качестве одной из 32 песен, которые будут бороться за титул на живых выступлениях. Песня представляет собой дуэт с Markoolio. Линда участвовала в Melodifestivalen 2008, участвуя в 4 туре (Карлскруна) 1 марта 2008 года, где она напрямую прошла в финальный раунд. В финале она заняла пятое из десяти мест, набрав 64 балла от жюри, но ничего от публики. Песня была написана Йоханом Франссоном, Тимом Ларссоном, Тобиасом Лундгреном и называется «Hur svårt kan det va?». Линда выпустила свой второй альбом 19 февраля 2008 года, через четыре дня после финала Melodifestivalen. Сообщалось, что звукозаписывающая компания Линды (Mariann Records) не позволит Линде выпустить свой второй альбом, если она не войдет в Melodifestivalen 2008.
В 2009 году она записала песню «Victorious», которая была представлена на Melodifestivalen в 2010 году, но не была выбрана. Песня была записана дуэтом со шведской певицей Velvet (одной из её подруг). 22 февраля 2010 года песня была доступна в цифровом формате, а несколько недель спустя были выпущены некоторые ремиксы. Клип «Победоносный» снимался в Лос-Анджелесе.
В 2011 году снова выступил на Melodifestivalen с песней «E de fel på mig?» . В 2014 году она попыталась представить Швецию на конкурсе «Евровидение-2014» с песней «Ta mig», но впервые ей не удалось выйти в финал.

## Галерея

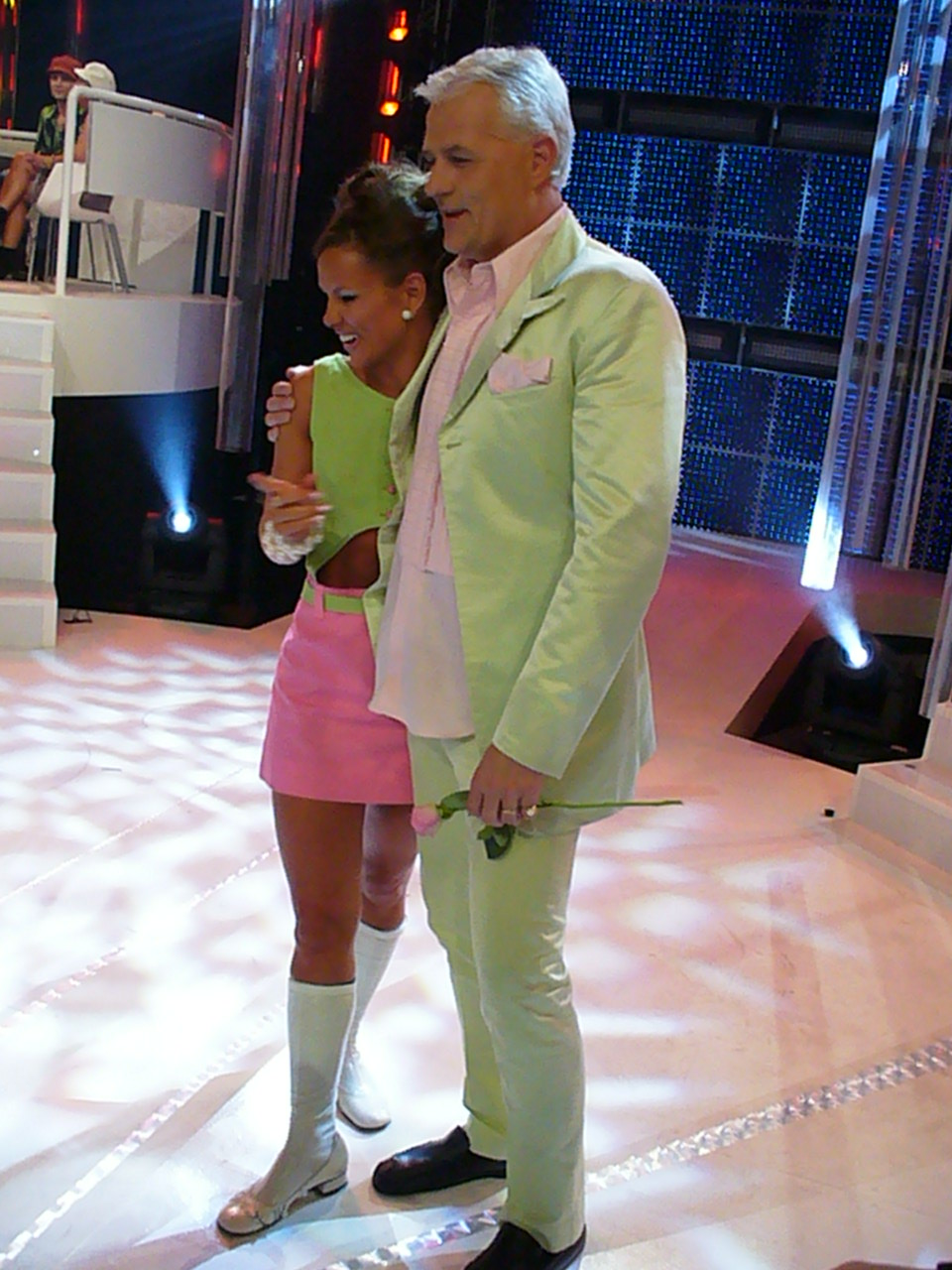
Линда Бенгтзинг и Гленн Хисен в Rampfeber 2006
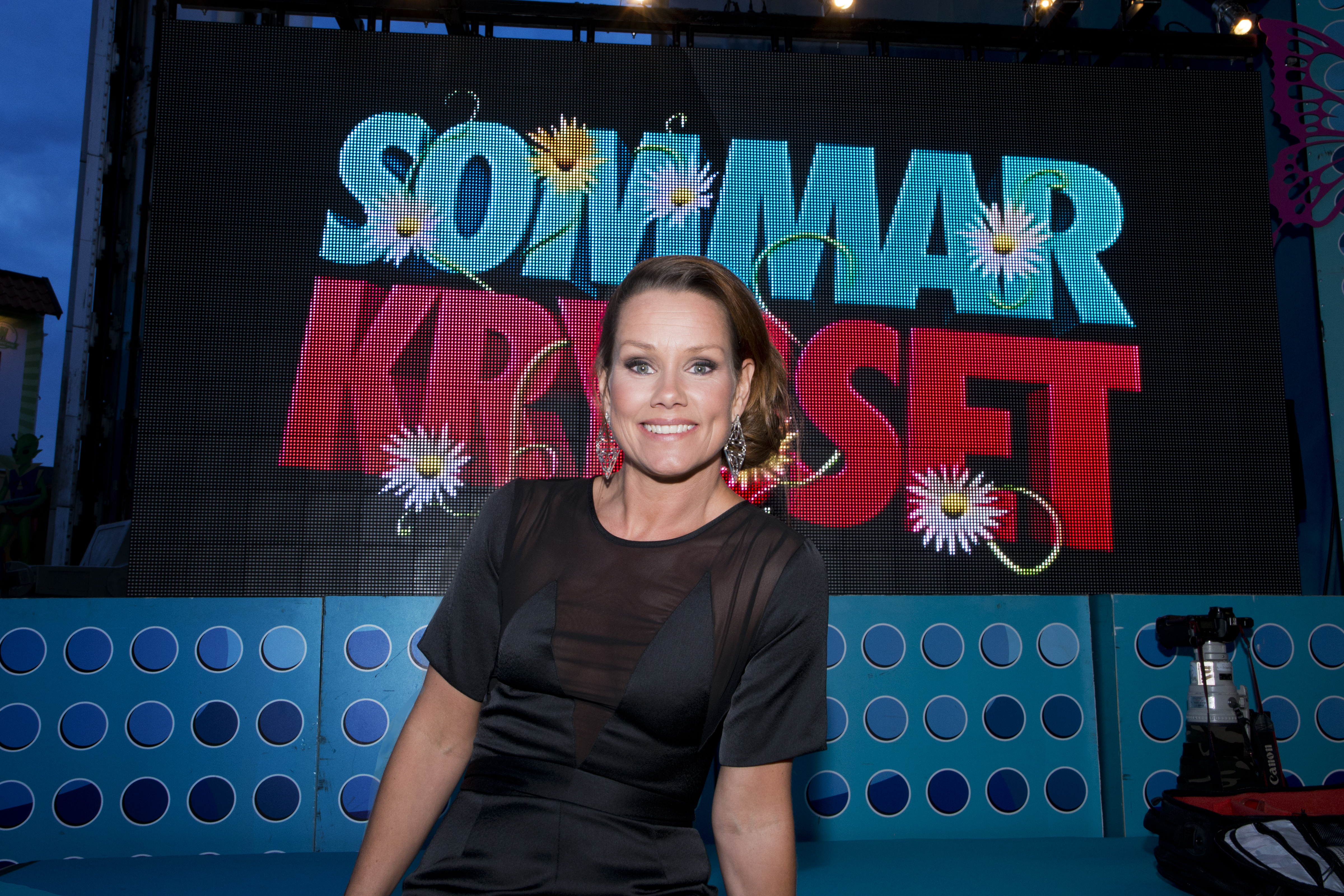
Линда Бенгтзинг во время выставки Sommarkrysset 2014.
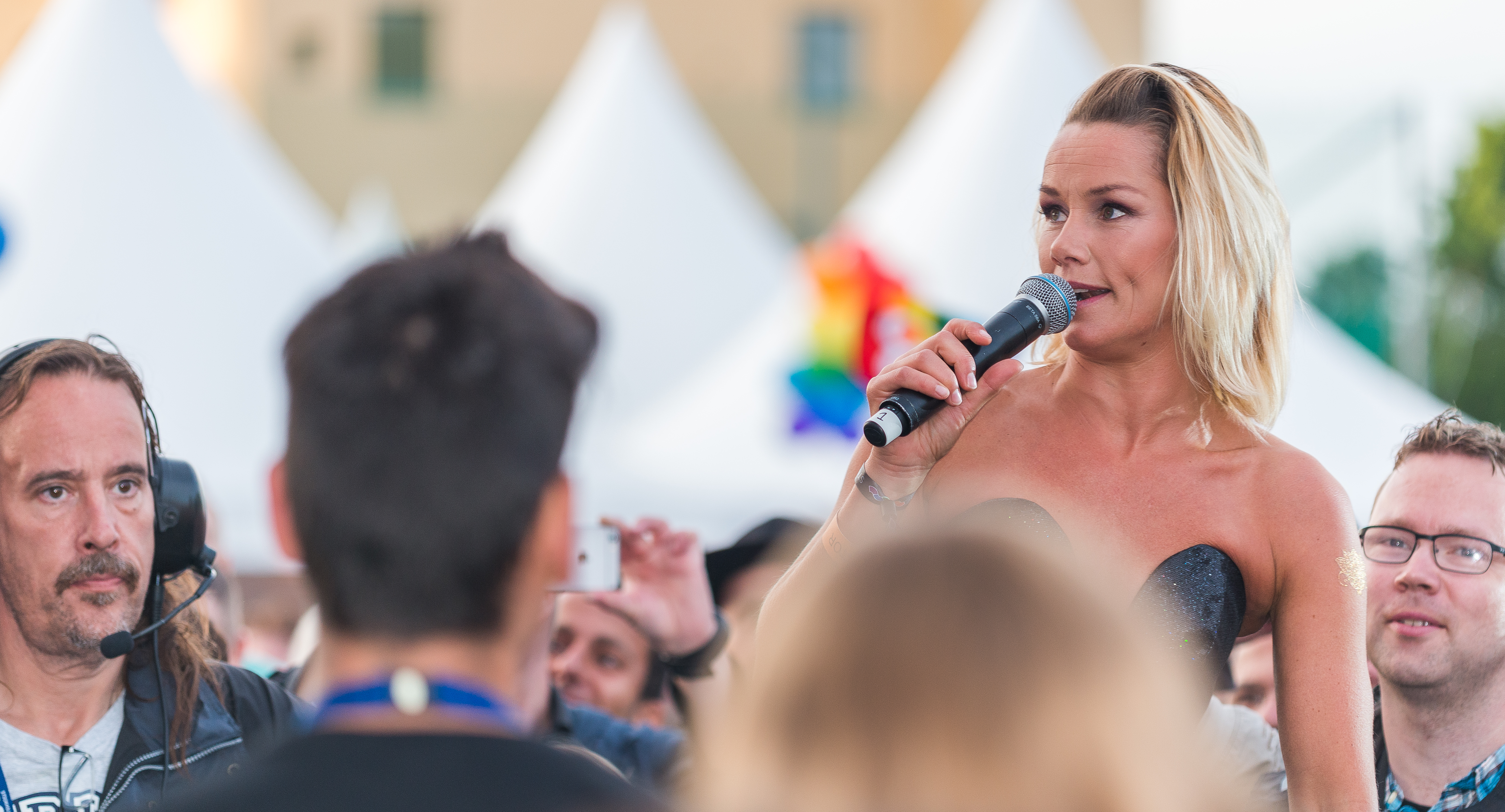
Линда Бенгтзинг во время Stockholm Pride 2015
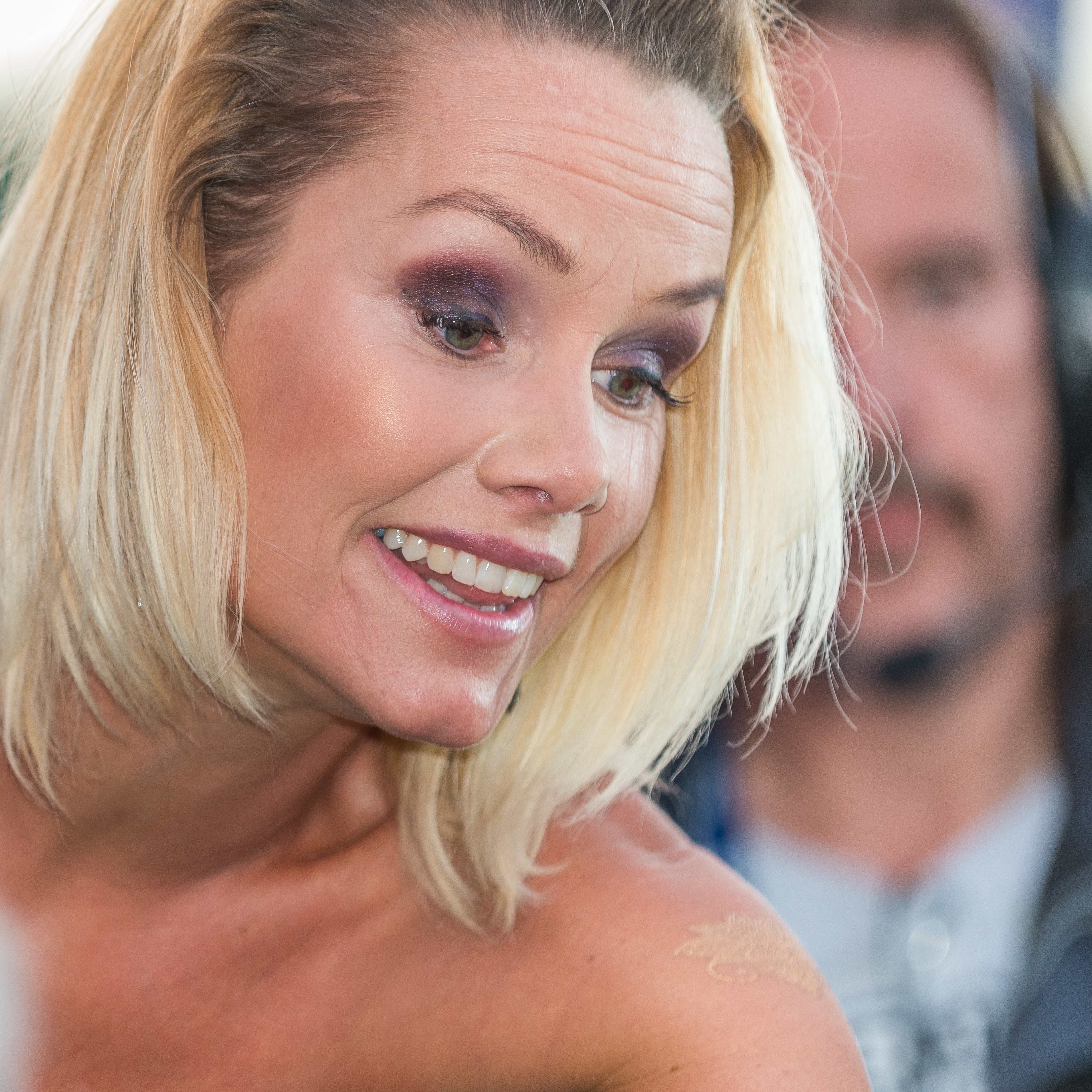
Линда Бенгтзинг во время Stockholm Pride 2015
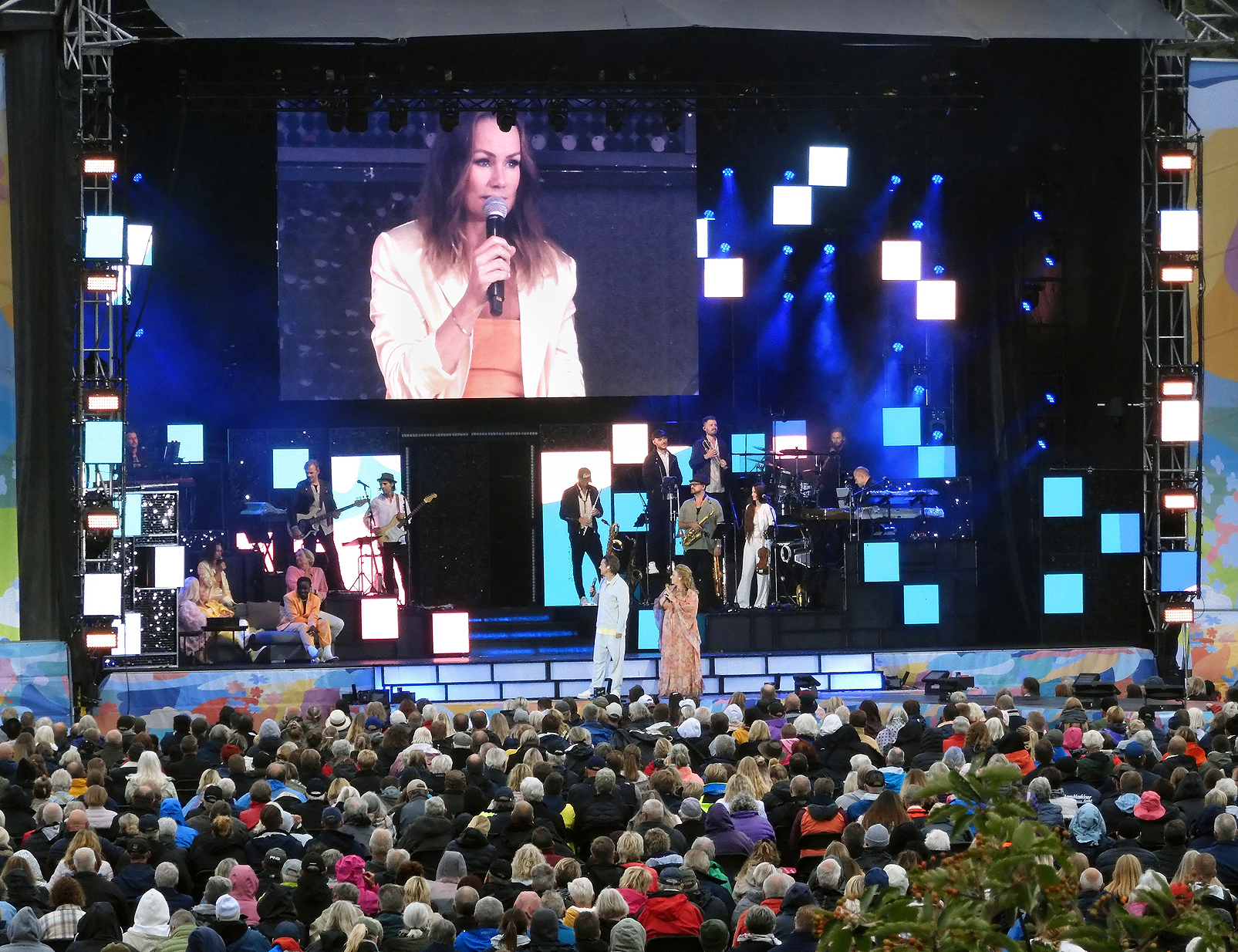
Линда Бенгтзинг, Истад 2021.